# Enicospilus obtusangulus
Enicospilus obtusangulus är en stekelart som beskrevs av Per Abraham Roman 1938. Enicospilus obtusangulus ingår i släktet Enicospilus och familjen brokparasitsteklar. Inga underarter finns listade i Catalogue of Life.